# رونالد اكيرز
رونالد اكيرز (بالإنجليزية: Ronald Akers)‏ هو عالم جريمة أمريكي، ولد في 7 يناير 1939 في نيو ألباني في الولايات المتحدة.

## وصلات خارجية
- رونالد اكيرز على موقع الموسوعة البريطانية (الإنجليزية)